# Melaine Walker
Melaine Antoinette Walker (Kingston, 1º marzo 1983) è un'ostacolista giamaicana, campionessa olimpica e mondiale dei 400 metri ostacoli.
Con il tempo di 52"42, stabilito ai Mondiali 2009 a Berlino, detiene il sesto tempo di sempre sui 400 metri ostacoli.

## Biografia
Dopo una buona carriera giovanile, culminata con l'argento sui 200 m ai Mondiali allievi di Bydgoszcz nel 1999 e con il bronzo sui 400 m ostacoli a Santiago nel 2000, Melaine Walker partecipa alla sua prima grande manifestazione sui 400 metri ostacoli ai Mondiali di Edmonton 2001, dove però non va oltre le batterie.
Nel 2002 ai Mondiali juniores di Kingston, nella sua Giamaica, sempre sui 400 m ostacoli conquista ancora una volta il podio, facendo sua la medaglia d'argento col tempo di 56"03. Per partecipare ad un'altra competizione di rilievo Melaine deve però aspettare il 2007 quando ai campionati mondiali di Osaka raggiunge la semifinale della sua specialità, sfiorando l'accesso alla finale. Si rifà parzialmente alle IAAF World Athletics Final di Stoccarda con un buon terzo posto.
Ai Giochi olimpici di Pechino del 2008 arriva il momento più importante della sua carriera: con il tempo di 52"64 (nuovo record personale e nuovo record olimpico) Melaine Walker si laurea campionessa olimpica dei 400 m ostacoli. Conclude l'anno con la vittoria ottenuta anche alle World Athletics Final corse a Stoccarda con il tempo di 54"06.
Il 13 febbraio 2009 è stata eletta Jamaican Sportswoman of the Year a pari merito con Veronica Campbell-Brown. Ai Mondiali di Berlino vince l'oro dei 400 m ostacoli stabilendo anche il suo nuovo record personale con 52"42.
Ha un fratello cestista, Christopher, giocatore nella nazionale maggiore di pallacanestro.

## Record nazionali

### Seniores
- 400 metri ostacoli: 52"42 ( Berlino, 20 agosto 2009)

## Progressione

### 400 metri ostacoli
| Stagione | Tempo | Luogo      | Data       | Rank. Mond. |
| -------- | ----- | ---------- | ---------- | ----------- |
| 2011     | 52"73 | Taegu      | 1-9-2011   | 2ª          |
| 2010     | 55"33 | Shanghai   | 23-5-2010  | 20ª         |
| 2009     | 52"42 | Berlino    | 20-8-2009  | 1ª          |
| 2008     | 52"64 | Pechino    | 20-8-2008  | 1ª          |
| 2007     | 54"14 | Eugene     | 10-6-2007  | 10ª         |
| 2006     | 54"87 | Austin     | 8-4-2006   | 19ª         |
| 2005     | 55"09 | Manhattan  | 15-5-2005  | 18ª         |
| 2004     | 56"62 | Knoxville  | 9-4-2004   | 67ª         |
| 2003     | 57"24 | Filadelfia | 24-4-2003  | 79ª         |
| 2002     | 55"84 | Kingston   | 21-6-2002  | 26ª         |
| 2001     | 55"62 | Bridgetown | 19-5-2001  | 23ª         |
| 2000     | 56"96 | Santiago   | 21-10-2000 | 75ª         |
| 1999     | 58"99 |            |            |             |

## Palmarès
| Anno | Manifestazione    | Sede      | Evento      | Risultato  | Prestazione | Note                                     |
| ---- | ----------------- | --------- | ----------- | ---------- | ----------- | ---------------------------------------- |
| 1998 | Mondiali juniores | Annecy    | 200 m piani | 5ª         | 23"72       |                                          |
| 1998 | Mondiali juniores | Annecy    | 4×100 m     | Bronzo     | 44"61       |                                          |
| 1999 | Mondiali allievi  | Bydgoszcz | 200 m piani | Argento    | 23"72       |                                          |
| 1999 | Mondiali allievi  | Bydgoszcz | 100 m hs    | 6ª         | 13"80       |                                          |
| 1999 | Mondiali allievi  | Bydgoszcz | 4×100 m     | Oro        | 44"30       |                                          |
| 2000 | Mondiali juniores | Santiago  | 400 m hs    | Bronzo     | 56"96       | Miglior prestazione personale            |
| 2000 | Mondiali juniores | Santiago  | 4×400 m     | Argento    | 3'33"99     | Miglior prestazione personale stagionale |
| 2001 | Mondiali          | Edmonton  | 400 m hs    | Batteria   | 57"10       |                                          |
| 2002 | Mondiali juniores | Kingston  | 100 m hs    | 5ª         | 13"66       |                                          |
| 2002 | Mondiali juniores | Kingston  | 400 m hs    | Argento    | 56"03       |                                          |
| 2006 | Campionati CAC    | Cartagena | 400 m hs    | Bronzo     | 55"97       |                                          |
| 2006 | Campionati CAC    | Cartagena | 4×400 m     | Argento    | 3'32"86     |                                          |
| 2007 | Mondiali          | Osaka     | 400 m hs    | Semifinale | 54"54       |                                          |
| 2008 | Giochi olimpici   | Pechino   | 400 m hs    | Oro        | 52"64       | Record olimpico                          |
| 2009 | Mondiali          | Berlino   | 400 m hs    | Oro        | 52"42       | Record dei campionati                    |
| 2011 | Mondiali          | Taegu     | 400 m hs    | Argento    | 52"73       | Miglior prestazione personale stagionale |
| 2012 | Giochi olimpici   | Londra    | 400 m hs    | Semifinale | 55"74       |                                          |

## Altre competizioni internazionali
2007
- Bronzo alla World Athletics Final ( Stoccarda), 400 m hs - 54"31

2008
- Oro alla World Athletics Final ( Stoccarda), 400 m hs - 54"06

2009
- Oro alla World Athletics Final ( Salonicco), 400 m hs - 53"36